# Les Celtiques
Les Celtiques rassemble six aventures de Corto Maltese. Écrites et dessinées par Hugo Pratt, elles succèdent à celles de Corto toujours un peu plus loin :
- L'Ange à la fenêtre d'Orient ;
- Sous le drapeau de l'argent ;
- Concert en O mineur pour harpe et nitroglycérine ;
- Songe d'un matin d'hiver ;
- Côtes de Nuits et roses de Picardie ;
- Burlesque entre Zuydcoote et Bray-Dunes.

Elles se déroulent pendant la Première Guerre mondiale, en Vénétie, en Irlande, dans le sud-ouest de l'Angleterre et au nord de la France, au cours des années 1917 et 1918. Pour l'auteur, cette guerre est un prétexte pour faire vivre à son héros des aventures en Europe. Car il n'y a rien de tel que la guerre afin de pouvoir mettre en contact des personnes qui ne se seraient jamais rencontrées autrement. Pratt y fait plusieurs fois allusion aux mythologies celtes, qui le touchent beaucoup.

## Six histoires

### L'Ange à la fenêtre d'Orient

#### Résumé
Dans la lagune de Venise, l’île Saint François du Désert est occupée par un monastère franciscain. Corto Maltese, toujours à la recherche de l’Eldorado, sait que les moines ont en leur possession un document qui lui serait utile : une carte indiquant l’emplacement de six villes minières du Haut-Marañón. Il en existe une septième. Le docteur Melchisédech (ami de Jeremiah Steiner), dans le Ghetto de Venise, peut le renseigner car il détient un vieux journal de voyage qui parle de cette cité. Malheureusement, la page qui en décrit la position a été arrachée. Sûrement l’œuvre de la mystérieuse aristocrate venue quelques jours plus tôt. 
L’aviation autrichienne bombarde Venise. Antonio Sorrentino, le capitaine des carabiniers, reconduit Corto chez lui à bord de son canot. Ils aperçoivent alors un avion qui fait tomber un message près du palais de « l’ange à la fenêtre d’Orient ». Un homme vient le récupérer et entre dans le palais. À son tour, Corto s’introduit à l’intérieur et se trouve face à Venexiana Stevenson, sa séduisante adversaire de La Conga des bananes, qu’il croyait morte. Le capitaine vient lui prêter main-forte mais Venexiana réussit à leur échapper.

#### Analyse

##### Explication du titre
Le titre semble faire référence à L'Ange à la fenêtre d'occident (Der Engel vom westlichen Fenster), écrit en 1927 par l'écrivain autrichien Gustav Meyrink, faisant intervenir l'alchimiste John Dee.

##### Corto à la recherche de l'Eldorado
Cette histoire sert de transition entre les voyages en Amérique des aventures précédentes et les voyages en Europe des Celtiques. À partir d'indices fournis par le Père Sullivan de Borja, au Pérou, dans Fables et grands-pères, Corto se rend à Venise afin d'en savoir plus sur les mythes de l'Eldorado et des Cités de Cibola. Ces deux lieux mythiques d'Amérique, ici présentés comme n'en faisant qu'un, concerneraient les sept mines d'or d'Atahualpa, dernier empereur de l'Empire inca indépendant. La carte en désignant l'emplacement fut tracé sur la peau arrachée à un Jésuite vers 1750 par un Huambisa. Ce peuple était alors en révolte contre les Espagnols, qui l'exploitaient dans ces mines du Alto Marañón, au cœur du Loreto, dont on a depuis perdu la trace. Et c'est dans cette région péruvienne qu'elles se situeraient, près de Borja, justement là où vit le Père Sullivan. Ces Jésuites étaient accompagnés d’Hébreux convertis racontant la vie à la mission. L'un d'eux, Eliphas Gomora, tenait en 1560 le journal de Juan de Salinas y Loyola, conquistador qui accompagna Francisco Pizarro pour capturer et tuer Atahualpa. Et dans ses notes, il décrivit San Reys, la septième ville minière, ne figurant pas sur la carte.
Pour documenter cette histoire, l'auteur a compulsé beaucoup d'ouvrages d'un institut de missionnaires de Vérone, les Comboniens. Il affirme d'ailleurs que cette institution renferme nombre de manuscrits provenant de missionnaires ayant voyagé en Amérique du sud, parfois durant plusieurs décennies, ce que peu de gens savent. Ces documents, mangés par les rats, sont si importants que des personnes viennent du Pérou ou du Brésil pour les étudier et apprendre les dialectes indiens.

##### Découverte de Venise
Hugo Pratt profite de cet épisode vénitien, comme il le fera plus en profondeur dans Fable de Venise, pour glisser quelques éléments liés à sa connaissance de Venise. Ainsi, lorsqu'il fait dire à la fin à Corto que "Venise serait ma fin", il explique qu'autrefois cette ville est si belle qu'on y devenait paresseux, qu'on n'a plus l'énergie d'en partir ; bien qu'il n'y ait plus ce "danger" aujourd'hui. Alors que quand il y vivait étant enfant, il avait cette envie d'y rester, il y avait encore des crabes... Quant au personnage de Scarso, qui donne une sole au marin (le sfogio), il s'agit d'une personne réelle travaillant à Malamocco (village du Lido où l'auteur avait une maison). Enfin, il est fait allusion à plusieurs artistes vénitiens : Benedetto Marcello, dont parle Venexiana devant sa harpe, puis le Tintoretto, dont parle le lieutenant Radesky dans l'histoire suivante.
On peut aussi regarder des monuments vénitiens superbement dessinés : la Place Saint-Marc (avec la basilique Saint-Marc, le campanile de Saint-Marc, le Lion ailé de Saint Marc et le palais des Doges), la Basilique Santa Maria della Salute... Enfin, le gondolier Œil de fée, à travers ses discussions, parle des comtes de Gozzi, dont « l’ange à la fenêtre d’Orient » est censé être la nièce (voir plus bas : Burlesque entre Zuydcoote et Bray-Dunes : Des références variées). Tout comme il évoque la famille des complices de Venexiana Stevenson, les De Ritter, mi italienne, mi-autrichienne, comtes d'Aquileia (en Frioul-Vénétie Julienne, en Italie).
Plusieurs personnages de cette aventure apparaîtront dans des épisodes suivants : Melchisédech et Œil de fée dans Fable de Venise, ainsi que Venexiana Stevenson et Antonio Sorrentino dans La Maison dorée de Samarkand.

### Sous le drapeau de l'argent
L’assemblée républicaine du Monténégro, qui a proclamé la déchéance de l’ancienne monarchie, charge Corto (surnommé lors de cette opération le "pirate") de récupérer l’or du roi déchu en échange de la moitié du butin. Le trésor est caché dans un village du front italien, Sette Casoni (Valcasoni (it)), entre les forces italiennes et austro-hongroises. Notre « pirate » s’associe avec un officier autrichien, le lieutenant Radesky, qui surveille le champ de bataille à bord d’un ballon d'observation. Il s'aide aussi de soldats écossais et français et d'un ambulancier américain, Hernestway, dont le nom fait penser à Ernest Hemingway. Ils doivent déterrer le trésor, malgré la présence des uhlans autrichiens, puis le charger sur une canonnière grecque, au large de la Lagune de Caorle, pilotée par Onatis (allusion à Aristote Onassis). Alors que Corto livrera la moitié de l'or à Ulcinj, au Monténégro, ses complices devront livrer sa part à la patronne de l'auberge "El gitanillo", à Tolède, près de l'ancienne synagogue (qui fut la maison d'El Greco). Le 24 octobre 1917, premier jour de la bataille de Caporetto, la machinerie est en marche et ces alliances détonantes sèmeront la confusion dans les lignes italiennes et austro-hongroises.

#### Analyse

##### Une géopolitique européenne en évolution
Le récit se déroule pendant une guerre qui a bouleversé les frontières et les régimes en Europe. Le Monténégro forme alors un royaume indépendant depuis 1910 et intègrera le futur royaume de Yougoslavie en 1918. Combattant au côté des Alliés durant la Première Guerre mondiale, il est occupé du 15 janvier 1916 à octobre 1918 par les troupes austro-hongroises.
Corto évoque les frontières constamment mouvantes, avec un village frontalier qui devenait autrichien ou italien au fil des jours, en fonction de l'évolution du conflit. Et c'est en restant à Lozzo di Cadore, sur le Piave (Vénétie), qu'il rencontra les différents protagonistes qui devaient l'aider à la préparation de son plan.

### Concert en O mineur pour harpe et nitroglycérine

#### Résumé
À Dublin, Corto Maltese se livre au trafic d’armes au profit du Sinn Féin, parti indépendantiste qui lutte dans la révolte irlandaise contre les Britanniques, grâce à l'argent obtenu dans l'aventure précédente. En octobre 1917, il apprend qu’un de leurs membres, O’Sullivan, les a trahis en se faisant mercenaire, payé par les Anglais. De surcroît, Pat Finnucan, chef du Sinn Féin et symbole de la révolution irlandaise, a été fusillé par les auxiliaires du major O’Sullivan. Son épouse, Moira Banshee O’Danann, ne pense qu’à le venger. Corto tente de le faire en pénétrant dans le quartier général du commandement anglais. Là, il découvre avec stupeur l’exécution du major. D’autres vérités, cachées à Banshee, lui seront révélées. Les traîtres, comme les héros, ne sont pas ceux désignés comme tels.
Corto propose à Moira de quitter l’Irlande avec lui, elle refuse pour ne pas lui porter malheur, car elle prend son surnom au sérieux — les Banshees irlandaises étaient des sorcières porteuses de mauvais présages. Elle veut continuer la lutte pour l’indépendance de son pays.

#### Analyse

##### Explication du titre
Ce titre, très singulier, évoque l'Irlande et son combat pour la liberté. Le O' est une particule de nombreux noms de famille d'origine irlandaise, la harpe celtique est un instrument de musique à cordes particulièrement répandu en Irlande (cláirseach) et la nitroglycérine réfère à la violence des combats (comme en témoigne le dynamitage par Corto du bureau du Colonel King, dans le Château de Dublin).

##### La lutte pour l'indépendance de l'Irlande
L'auteur s'est basé sur des faits historiques afin d'écrire cette histoire. Il s'est aussi servi des témoignages d'une nièce de ce Pat Finnucan, qui lui a raconté l'histoire ayant inspiré celle de ce récit. Il a également rencontré Patricia Frawley, une Américaine d'origine irlandaise étudiante à Wheeling, qui a physiquement inspiré le personnage de Banshee. Sur la pierre tombale de Patrick Finnucan, on peut lire le terme de Fianna : en plus de désigner des guerriers ayant servi le roi d'Irlande au IIIe siècle dans la mythologie celtique irlandaise, il concerne un groupe de nationalistes irlandais fondé en 1909, Fianna Éireann. D'autres épisodes de la lutte sont évoqués dans cette histoire, comme l’Insurrection de Pâques 1916, menée par Padraic Pearse. Bien qu'ayant conduit à des répressions sanglantes contre les indépendantistes, elle a permis de faire connaître la Proclamation de la République irlandaise, aboutissant à la création en 1922 de l'Irish free state.

##### Mythologie celtique
Dans le pub en pleine campagne irlandaise, Banshee chante une chanson semblant évoquer la légende de Tuan Mac Cairill, à moins qu'elle ne soit inventée par Pratt. Quoi qu'il en soit, elle évoque le sanglier, animal symbolique chez les Celtes.
L'âme en peine, allongée sur la plage, Banshee parle du vent passant entre les os d'une carcasse de baleine. Le son lui évoque une musique que le barde magicien Marlen entendit lorsqu'il vint avec la fée Morgane chercher une épée enchantée. C'est aussi celle que le roi Finn de Fianna entendit, ce qui lui suggéra de faire une harpe.

### Songe d'un matin d'hiver

#### Résumé
Le jour du solstice d'hiver, à Stonehenge, dans la grande plaine de Salisbury, Obéron, le roi des elfes, est en grande discussion avec Puck, la fée Morgane et Merlin l’Enchanteur. Les Allemands vont bientôt attaquer l’Angleterre. Leur monde légendaire est en danger. Ils doivent se mobiliser pour empêcher l’invasion des êtres chimériques du monde germanique en chassant l’envahisseur. Pour cela, seul un mortel peut les aider. Leur choix est fait. Puck, sous l’aspect d’un corbeau, va réveiller Corto Maltese, assoupi non loin de là.
En chemin, Corto croise un officier anglais mourant : le major Vortigern Welsh, de la Duke of Cornwall's Light Infantry et membre du Parlement du Royaume-Uni, personnage lui aussi inspiré de la légende arthurienne. Il vient d'être assassiné par sa femme Rowena, une belle espionne allemande. Corto a juste le temps d'agir pour contrecarrer le plan des envahisseurs.
À bord d’un remorqueur (dans lequel se trouvent une jeune femme et un vieil homme), escorté du corbeau, Corto approche du château de Tintagel. Au large, la corvette de l’état-major allié est au mouillage. Dissimulé à l’abri des falaises, un sous-marin allemand commandé par Hengist et Horsa, les frères de Rowena, attend le signal pour l’attaquer. Ses plans seront déjoués. Corto lance le remorqueur en direction du sous-marin et l’éperonne avant qu’il n'entame sa plongée. La corvette vient au secours d’éventuels survivants. Seul Corto est rescapé. Mais les visages des deux personnes qui se trouvaient à bord rappellent ceux de la fée Morgane et Merlin l’Enchanteur. Il est donc probable qu'ils aient aidé Corto en lui procurant le bateau et qu'ils se soient volatilisés avec Puck au moment du choc avec le sous-marin.
Le roi des elfes remercie Puck pour avoir contribué à repousser les Saxons et protéger leur monde fantastique. Les voilà tranquilles pour au moins 20 années.

#### Analyse

##### Explication du titre: une référence shakespearienne
Le titre et certains personnages font référence à une célèbre comédie de William Shakespeare, Le Songe d'une nuit d'été. On retrouve là Obéron, roi des elfes, qui fait appel à son acolyte Puck pour intervenir auprès du marin. À la fin, celui-ci s'arrange pour que le héros croit à un songe (ce qui arrive aussi aux héros de la pièce). De même que ce dernier se voit dire par le roi des elfes "La dernière fois que je t'ai vu, il y a 300 ans, c'était pendant la nuit de Hallow-e'en dans la maison de ton ami, écrivain à Stratford on Avon, peu avant sa mort". Cet écrivain n'est autre que William Shakespeare, qui naquit et mourut dans cette ville du Warwickshire, dans le centre de l'Angleterre. À la fin, Obéron évoque le Huon de Bordeaux, chanson de geste anonyme (faisant partie du Cycle de Charlemagne et de la Matière de France) dans lequel il apparaît comme étant le fils de Jules César et de Morgue (la fée Morgane), reine des fées d'Avalon. Enfin, l'histoire se passe le 21 décembre, jour du solstice d'hiver, référence à la comédie qui se passe le jour de la Saint-Jean, fêtant le solstice d'été.

##### Entre guerre mythologique et guerre réelle
Comme dans la Guerre de Troie, l'auteur mêle dans cette histoire un conflit entre deux pays existant (Royaume-Uni et Allemagne) avec un conflit entre leurs mythologies respectives. Ainsi, sur fond d'une Première Guerre mondiale bien réelle, les personnages de la mythologie celtique craignent une nouvelle invasion germanique. En effet, ils en ont déjà subi une, la Colonisation de la Grande-Bretagne par les Anglo-Saxons (contemporaine à la légende arthurienne), qui les ont obligé à se retirer en Britannia occidentale. Tandis que leurs envahisseurs leur ont pris l'Essex, le Kent, le Sussex et l'Île de Wight. Et cette nouvelle invasion serait accompagné d'une attaque par les personnages de leur mythologie : Trolls, Dwarfs (Nains), Nibelungen, Dragons germaniques, créatures de la Forêt-Noire, Elfes, Valkyries, Lorelei l'Ondine du Rhin... D'où l'important pour les Celtes de réunir les brownies, boggarts, pookas... et autres créatures pour les repousser.
Merlin souhaite alors reformer les chevaliers de la Table ronde et rappelle plusieurs épisodes de la légende arthurienne : la trahison des frères Hengist et Horsa envers le roi Vortigern (qui avait épousé leur sœur Rowena), la bataille du mont Badon, ainsi que la Bataille d'Arfderydd (où Gwenddolau ap Ceidiaw fut tué). Sauf que le Roi Arthur est "mort" et qu'un enchantement l'oblige à dormir pendant 20 siècles (15 seulement sont passés). Il faut donc faire appel à un autre mortel, ce sera Corto Maltese. Similairement à l'épopée grecque, les personnages celtiques interviennent pour aider le héros (pas plus de trois fois, comme dans les fables), tel que Puck, sous la forme d'un corbeau, ou Morgane et Merlin, à bord du remorqueur "Excalibur". Cette idée de faire affronter deux civilisations, deux mentalités (anglaise et allemande) est venue à l'auteur par hasard. Dans un cimetière militaire du nord de la France, il découvrit la tombe d'un Canadien, mort en 1918 en se battant contre l'Allemagne, nommé... Julius César. Comme le fameux conquérant romain, père d'Obéron d'après certains récits. Ce qui a semblé pour le bédéiste un message lui réclamant cette histoire.

##### Des lieux mythiques
L'histoire débute et finit sur le site de Stonehenge, superbement décrit par l'auteur dans son texte introductif :
"On y arrive de préférence le matin de bonne heure, en venant d'Amesbury en Wiltshire. Vous le trouverez entre les routes A 344 et A 303, entouré d'une mer d'herbe sous le croassement des corbeaux et le gémissement du vent. Depuis 4000 ans, Stohehenge est là, solitaire, dans l'histoire et dans la grande plaine de Salisbury. Stonehenge, un nom ancien dans la géographie de la magie et de la légende..."
Merlin explique qu'il a construit ce site grâce aux pierres qu'il avait jadis transporté d'Irlande, comme dans la légende racontée par Geoffrey de Monmouth dans son œuvre Historia regum Britanniae.

##### Prix reçus
Cette histoire a valu à Pratt le prix Saint-Michel 1977 du meilleur scénario réaliste.

### Côtes de Nuits et roses de Picardie

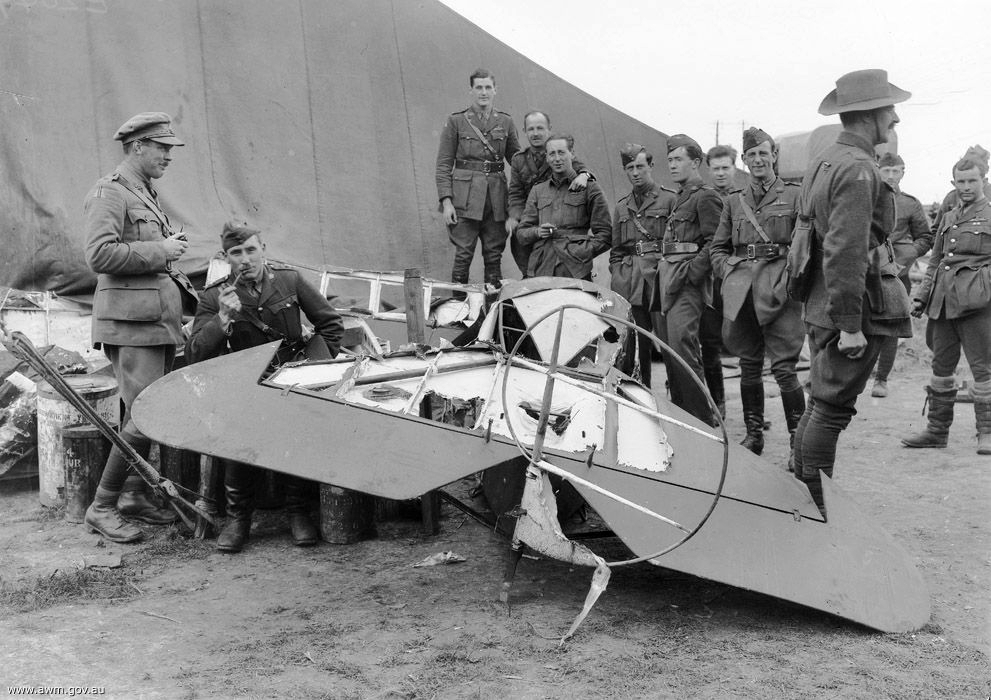
Le jour où fut abattu « Le Baron rouge ».

#### Résumé
20 avril 1918. De part et d’autre des rives de la Somme, dans les tranchées australiennes et allemandes, les troupes assistent aux évolutions de l’as de l’aviation allemande, Manfred von Richthofen, dit « le Baron rouge ». L’officier australien Sandy l'assure : le soldat Clem est un tireur exceptionnel quand il est ivre. Il suffirait qu'il boive un peu du vin de Bourgogne de Corto et il abattrait ce Fokker triplan rouge sans faillir. Refus catégorique : il est hors de question de toucher à ces bouteilles. Ce que le marin voudrait, c’est revoir Caïn Groovesnore, engagé volontaire dans la RAF, dans le camp d'aviation anglais près de Bertangles.
21 avril. Le Baron rouge est à nouveau dans les airs et pourchasse le Sopwith Camel, piloté par le lieutenant Groovesnore. Malgré l'interdiction, Sandy a subtilisé les bouteilles. Clem est fin prêt, tout à fait ivre pour tenir le triplan dans sa ligne de mire. Mais pourra-t-il vraiment se targuer d’être celui qui a mis fin au dernier vol du Baron rouge ? Un avion allié, piloté par le lieutenant Brown, et la 24e Compagnie de mitrailleurs australiens sont loin d'être inactifs pour atteindre cet objectif.

#### Analyse

##### Explication du titre
Ce titre insolite fait d'abord référence aux Côtes de Nuits, vignoble bourguignon connu pour ses grands crus. Puis, il est une allusion à Roses of Picardy, chanson britannique composée en 1916, populaire à cette époque. Il fait aussi référence aux roses que dépose le Baron rouge sur les avions qu'il a abattus, ainsi qu'à la région historique de Picardie, dans laquelle se déroule l'histoire.

##### Le Baron rouge
Dans cette histoire, le Baron rouge apparaît comme très attaché à sa mère. Ce qui contraste avec sa sinistre réputation, due à ses importants faits d'armes : 80 avions abattus, 77 tués, 19 blessés, 10 prisonniers. Comme dans la réalité, durant sa carrière, il découpait dans l'empennage des avions qu'il avait abattu un morceau, pour le lui offrir en guise de trophée. Tout aussi véridique, sa tante Frieda von Richthofen était bien partie avec l'écrivain anglais D. H. Lawrence, avec qui elle eut une relation.
À la fin de l'histoire, l'avion qui survole Corto et Sandy est piloté par Hermann Göring, autre as de l'aviation pendant la Première Guerre mondiale (il se fera surtout connaître par la suite en travaillant auprès d'Adolf Hitler).

### Burlesque entreZuydcooteetBray-Dunes
Dans le camp de base de la Royal Air Force, Corto Maltese retrouve Caïn Groovesnore qui lui apprend que sa cousine Pandora va se marier. Le soir, ils assistent à un spectacle de l’armée américaine dans lequel la chanteuse Mélodie Gaël se produit. Le lendemain, coup de théâtre ! Caïn vient de blesser un lieutenant. Tous deux avaient des vues sur la belle Mélodie et tout le monde pense que leur rivalité en est le mobile. Caïn reste muet mais est-il vraiment responsable ? Quel rôle « le rossignol de Bretagne » a-t-il vraiment joué dans cette affaire ?

#### Analyse

##### Corto et le vin
À la fin de l'histoire, Corto dit cyniquement au militaire Rothschild "J'étais venu en France pour boire vos vins." (du Château Lafite Rothschild). Ce, alors qu'il se trouve au milieu des massacres de la guerre et qu'il a assisté à la mort de plusieurs personnes dans cette histoire. D'ailleurs, dans l'épisode précédent, il était aussi question de vins. Cette provocation de la part du bédéiste lui vaudra un envoi de deux caisses de vins de la part de la famille Rothschild.

##### Des références variées
Cette aventure, comme Songe d'un matin d'hiver, contient des références celtiques, mêlées à d'autres références, très diverses. Par exemple, le personnage nommé de Trécesson est une allusion au Château de Trécesson, situé près de la Forêt de Paimpont, parfois identifiée à la forêt de Brocéliande. Plusieurs lieux légendaires de cette forêt sont d'ailleurs évoqués : la Fontaine de Barenton et le Val sans retour. Sur le même thème mythologique, le spectacle de théâtre d'ombres introduisant l'histoire raconte les mésaventures de Merlin, fou amoureux de Viviane, en y introduisant des anachronismes humoristiques. Celle-ci le trompe avec... un officier américain de l'AEF, nommé "Lancelot Goldwyn-Mayer", qui lui promet un triomphe à Hollywood. On les voit chanter Mademoiselle from Armentières (en), autre chanson anglaise populaire pendant la Première Guerre mondiale.
On y retrouve des allusions  à des œuvres littéraires, Don Quichotte, la Chanson de Roland, mais aussi à la famille d'acteurs et écrivains vénitiens du XVIIIe s, les Gozzi, dont descend le personnage de Rico-Rico. Son nom est une allusion au surnom du marionnettiste Carlo Gozzi, qui ne vivait que pour ses rôles, les légendes qu'il interprétait lui tournaient la tête.

## Poème sur la couverture
Parmi les nombreuses couvertures existant pour Les Celtiques, la plus connue propose un poème dans lequel Corto Maltese remercie différents personnages, pour la plupart issus des légendes celtiques :
- Merlin l'Enchanteur, barde et grand magicien, fils d'un démon et d'une pucelle, apparaissant dans la légende arthurienne (comme les trois personnages suivants) ;
- les fées Morgane (ou Morgue) et Viviane (aussi connue sous le nom de Dame du Lac) ;
- le Roi Arthur, souverain légendaire de (Grande) Bretagne, possiblement inspiré par plusieurs figures historiques ;
- Obéron (roi des elfes) et Puck, apparaissant dans de nombreuses légendes médiévales ;
- les Leprechauns d'Irlande, petits hommes habillés en vert, connus pour leurs farces et leurs trésors qu'ils conservent dans des chaudrons cachés au pied d'arcs-en-ciel ;
- les Pixies des Cornouailles, lutins à l'allure enfantine du sud-ouest anglais, censés habiter des sites antiques ;
- les Bogies d'Écosse, peut-être une créature équivalente au Croque-mitaine ;
- les Korrigans de Bretagne, sortes de lutins, bienveillants ou malveillants selon les cas ;
- les Mineurs du Pays de Galles, le pays étant réputé pour ses mines de charbon ;
- les Lutins de France ;
- les druides de la Folle Pensée (nom d'un lieu-dit dans la Forêt de Paimpont) ;
- le "Petit peuple" (terme désignant les petits êtres humanoïdes mythologiques d'Europe) de la Forêt de Brocéliande ;
- les corbeaux royaux de Stonehenge, gardant le site préhistorique. Cet animal tient une place importante dans la mythologie celtique, étant associé à Bran Mac Febail, au géant Bran le Béni, aux déesses guerrière Bodb et la Morrigan, au dieu Lug (inventeur de tous les arts)... ;
- W. B. Yeats, poète irlandais, auquel Hugo Pratt fera plusieurs fois référence dans ses œuvres (comme dans Les Helvétiques).

## Dessins
Comme à chacune de ses histoires, Hugo Pratt a réalisé différents dessins annotés, illustrant des thématiques évoquées ou des lieux des pays visités dans ces histoires,. Citons par exemple :
- Des lieux en Irlande : The Musical Bridge de Bellacorick, Crúachan...
- Des personnages : les corbeaux Hugin et Munin (messagers d'Odin dans la mythologie nordique[11]), des chefs Celtes et Romains évoqués dans l'Histoire des rois de Bretagne de Geoffrey de Monmouth tels que Cassivellaunos, Uther Pendragon, Cymbeline ou Ambrosius Aurelianus[12]...
- Des œuvres littéraires : Autumn Fires (poème de Robert Louis Stevenson figurant dans le recueil A Child's Garden of Verses), les Lais de Marie de France...
- Corto dansant avec des leprechauns aux fiddles (violons) et cornemuses, au milieu de trèfle irlandais (shamrocks)...

## Prépublications
- France : ces 6 nouvelles aventures de Corto Maltese, paraissent pour la première fois dans l’hebdomadaire Pif Gadget.
  - L'Ange à la fenêtre d'Orient : no 135 du 23 septembre 1971.
  - Sous le drapeau de l'argent : no 143 du 18 novembre 1971.
  - Concert en O mineur pour harpe et nitroglycérine : no 151 du 6 janvier 1972.
  - Songe d'un matin d'hiver : no 161 du 23 mars 1972.
  - Côtes de Nuits et roses de Picardie : no 172 du 8 juin 1972.
  - Burlesque entre Zuydcoote et Bray-Dunes : no 179 du 27 juillet 1972.

## Albums édités en France
Texte et dessins de Hugo Pratt

### Premières éditions

#### Album relié – couleurs
- L'Ange à la fenêtre d'Orient, éd. Casterman, 1975.
  - L'Ange à la fenêtre d'Orient – Fables et grands-pères.
  - Nota bene : l’histoire, Fables et grands-pères, est intégrée dans Corto toujours un peu plus loin.

#### Album broché – noir et blanc
- Les Celtiques, éd. Casterman, coll. « Les grands romans de la bande dessinée », 1980.
  - L'Ange à la fenêtre d'Orient – Sous le drapeau de l'argent – Concert en O mineur pour harpe et nitroglycérine – Songe d'un matin d'hiver – Burlesque entre Zuydcoote et Bray-Dunes – Côtes de Nuits et roses de Picardie.
  - Dans cette 1re édition, la chronologie des 2 dernières histoires a été malencontreusement inversée.

### Rééditions

#### Petit format broché – noir et blanc
- Les Celtiques, coll. « J’ai lu BD », éd. J’ai lu, 1989.

1. L'Ange à la fenêtre d'Orient
2. Sous le drapeau de l'argent
3. Concert en O mineur pour harpe et nitroglycérine
4. Songe d'un matin d'hiver
5. Côtes de Nuits et roses de Picardie
6. Burlesque entre Zuydcoote et Bray-Dunes

#### Album broché – noir et blanc
- Les Celtiques (nouvelle couverture), éd. Casterman, 2001.

1. L'Ange à la fenêtre d'Orient
2. Sous le drapeau de l'argent
3. Concert en O mineur pour harpe et nitroglycérine
4. Songe d'un matin d'hiver
5. Côtes de Nuits et roses de Picardie
6. Burlesque entre Zuydcoote et Bray-Dunes

#### Albums reliés – couleurs
- Les Celtiques (format 27x31, préface de Jean Markale illustrée de documents et aquarelles de Hugo Pratt : Le Rêve celtique de Hugo Pratt), éd. Casterman, 1981.

1. Concert en O mineur pour harpe et nitroglycérine
2. Songe d'un matin d'hiver
3. Burlesque entre Zuydcoote et Bray-Dunes

##### Découpage en 2 volumes
Volume 1
- La Lagune des mystères (format 23.5x30.5 avec jaquette, documents et aquarelles de Hugo Pratt), éd. Casterman, 2002.
- La Lagune des mystères (format 21.5x29, préface de Marco Steiner, photos de Marco d’Anna : Matières de rêves et réalités liquides), éd. Casterman, série Corto Maltese, tome 6, 2009  (ISBN 978-2-203-02486-1)
  - Nota bene : Les 2 premières histoires de ce volume sont intégrées dans Corto toujours un peu plus loin.

1. La Lagune des Beaux Songes
2. Fables et grands-pères
3. L'Ange à la fenêtre d'Orient
4. Sous le drapeau de l'argent

Volume 2
- Les Celtiques (format 23.5x30.5 avec jaquette, documents et aquarelles de Hugo Pratt), éd. Casterman, 2003.
- Les Celtiques (format 21.5x29, préface de Marco Steiner, photos de Marco d’Anna : Mélange de rêve et de réalité), éd. Casterman, série Corto Maltese, tome 7, 2009  (ISBN 978-2-203-02446-5)

1. Concert en O mineur pour harpe et nitroglycérine
2. Songe d'un matin d'hiver
3. Côtes de Nuits et roses de Picardie
4. Burlesque entre Zuydcoote et Bray-Dunes

#### Petits formats brochés – couleurs
- Éd. Casterman, série Corto, 2007 – 2008.
  - Tome 14 : L'Ange à la fenêtre d'Orient
  - Tome 15 : Sous le drapeau de l'argent
  - Tome 16 : Concert en O mineur pour harpe et nitroglycérine
  - Tome 17 : Songe d'un matin d'hiver
  - Tome 18 : Côtes de Nuits et roses de Picardie
  - Tome 19 : Burlesque entre Zuydcoote et Bray-Dunes

## Films d’animation

### Moyen-métrage
- Les Celtiques
  - Inspiré de 4 épisodes : L'Ange à la fenêtre d'Orient, Sous le drapeau de l'argent, Songe d'un matin d'hiver et Côtes de Nuits et roses de Picardie.
  - Scénaristes : Giorgia Cecere et Jean Pecheux.
  - Réalisateurs : Richard Danto et Liam Saury.
  - Avec la voix de Richard Berry (Corto Maltese).
  - Diffusé à la télévision sur Canal+ en 2003.
  - DVD : Les Aventures de Corto Maltese. Les Celtiques. Studio Canal, 2003.

### Court-métrage
- Concerto en O mineur
  - Réalisateurs : Richard Danto et Liam Saury.
  - Avec la voix de Richard Berry (Corto Maltese).
  - Diffusé sur France 4, en juin 2007.
  - Coffret 7 DVD : Les Aventures de Corto Maltese. L'Intégrale. Studio Canal, 2005.

## Note et référence
1. 1 2 3 4 5 6 7 8 9 10 11 12 13 14 15  Dominique Petitfaux (Scénario)
Hugo Pratt (Dessin), De l'autre côté de Corto, Casterman, 1996.
2. ↑  Hugo Pratt : "Mais je trouve fabuleux ces mondes peuplés de chevaliers, de fées, d'enchanteurs, de divinités en guerre. J'aime me retrouver en Merlin, Morgane, Obéron, les Nibelungen ou les Walkyries. Si la mythologie celte me touche autant, c'est sans doute qu'elle me paraît mystérieuse. Un héros irlandais mythique comme Cúchulainn, que Yeats a remis à l'honneur, me fait rêver, alors que dans la mythologie grecque, par exemple, je me sens chez moi. D'une façon générale, tous les témoignages anciens sur le monde celte et anglo-saxon m'intéressent. J'ai lu ce qu'en disent Malory, Geoffrey de Monmouth ou, encore avant, Bède le Vénérable et même Jules César, qui dans ses Commentaires sur la guerre des Gaules donne quelques aperçus du druidisme. Pour faire Les Celtiques, j'ai lu ou relu une cinquantaine d'ouvrages sur le celtisme. Ces légendes me touchent moins que les mythes judéo-chrétiens sur le plan métaphysique, mais peut-être plus sur le plan poétique." Hugo Pratt (int. Dominique Petitfaux), Hugo Pratt. Le Désir d’être inutile, Robert Laffont, 1991. Réédition augmentée, 1999, page 238 à 240.
3. ↑  San Francesco del Deserto, en référence à Saint François d'Assise, se trouve entre les îles de Murano et Burano.
4. ↑  Les six villes minières présentes sur la cartes sont : Santiago de las Montañas, Zamora, Jaén de Bracamoros, Logroño, San Francisco de Borja et Baja de Loro. Quant à la septième, il s'agit de San Reys. Elles sont réparties entre les territoires des Aguarunas et des Huambisa, faisant tous deux partie des Shuars (Jivaros), entre un désert et la Haute Forêt. Sur ce territoire coulent l'Alto Marañon (surnommé ici "serpiente de oro", comme dans le roman du même nom de Ciro Alegría), passant par le Pongo de Manseriche, ainsi que le Mayo-Chinchipe et le Santiago.
5. ↑  Le roman que l'ambulancier écrit, Adieu au bataillon, rappelle d'ailleurs celui de son modèle réel, L'Adieu aux armes, se passant durant la guerre.
6. ↑  « La légende de Tuan Mac Cairill - L'Arbre Celtique ».
7. ↑  « Hugo Pratt, la traversée du labyrinthe ».
8. ↑  Qui cuve au pied du monument après avoir trop bu la veille au "The George" d'Amesbury, auberge existant réellement.
9. ↑  (it + fr) Scénario : Marco Steiner, Hugo Pratt ; Dessin : Hugo Pratt ; Photographies : Marco D'Anna ; Mise en couleur : Hugo Pratt, Les Lieux de l'aventure, p. 143 à 158.
10. ↑  « Artcurial : Hugo PRATT, LES CELTIQUES - 4 AQUARELLES ».
11. ↑  Ce dessin établit un parallèle entre l'importance du corbeau dans les mythologies celtiques et nordiques.
12. ↑  Ainsi que Guiderius, Arvirargus, Aldrien, Tasciovanos, Carausius, Geta, Marius, Lucius, Asclépiodote, Octavius...